# 6 Hours of Fuji 2024

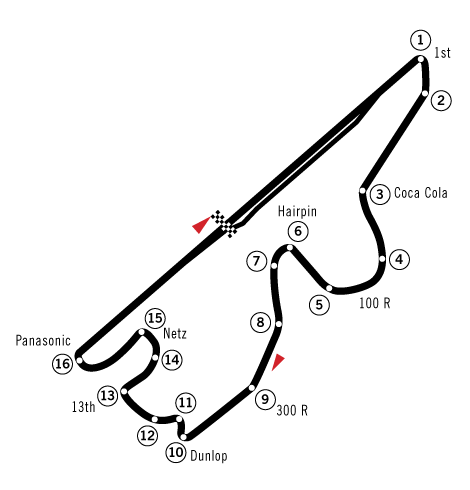
Tor Fuji International Speedway

6 Hours of Fuji 2024 – długodystansowy wyścig samochodowy, który odbył się 15 września 2024 roku na torze Fuji International Speedway jako siódma runda sezonu 2024 serii FIA World Endurance Championship.

## Uczestnicy
Lista startowa opublikowana przed weekendem wyścigowym zawierała 36 zgłoszeń – po 18 aut w obu kategoriach, Hypercar oraz LMGT3.
Jules Gounon zastąpił Paul-Loup Chatina w #35 Alpine Endurance Team. Zmiana ta była zaplanowana przed sezonem w celu zapewnienia więcej czasu za kierownicą Guononowi, który pełnił funkcję kierowcy rezerwowego Alpine. Christian Ried ponownie zasiadł za kierownicą auta #88 Proton Competition zastępując Bena Keatinga, który wziął udział w poprzedniej rundzie. Ried, szef zespołu Proton Competition, chciał żeby Keating dokończył sezon w obsadzie tej załogi, jednak ten nie mógł tego zrobić z racji programu wyścigowego w IMSA SportsCar Championship.

## Harmonogram
| Dzień                  | Godzina | Sesja                                     | Długość  |
| ---------------------- | ------- | ----------------------------------------- | -------- |
| Piątek, 13 września    | 11:00   | Pierwsza sesja treningowa                 | 90 minut |
| Piątek, 13 września    | 15:30   | Druga sesja treningowa                    | 90 minut |
| Sobota, 14 września    | 10:20   | Trzecia sesja treningowa                  | 60 minut |
| Sobota, 14 września    | 14:20   | Sesja kwalifikacyjna – LMGT3              | 12 minut |
| Sobota, 14 września    | 14:40   | Sesja kwalifikacyjna Hyperpole – LMGT3    | 10 minut |
| Sobota, 14 września    | 15:00   | Sesja kwalifikacyjna – Hypercar           | 12 minut |
| Sobota, 14 września    | 15:20   | Sesja kwalifikacyjna Hyperpole – Hypercar | 10 minut |
| Niedziela, 15 września | 11:00   | Wyścig                                    | 6 godzin |
| Źródło                 |         |                                           |          |

## Sesje treningowe
| Klasa          | Zespół                       | Samochód               | Czas           | Okr.           |
| Sesja pierwsza | Sesja pierwsza               | Sesja pierwsza         | Sesja pierwsza | Sesja pierwsza |
| -------------- | ---------------------------- | ---------------------- | -------------- | -------------- |
| Hypercar       | #6 Porsche Penske Motorsport | Porsche 963            | 1:30,561       | 39             |
| LMGT3          | #95 United Autosports        | McLaren 720S LMGT3 Evo | 1:40,528       | 42             |
| Sesja druga    |                              |                        |                |                |
| Hypercar       | #15 BMW M Team WRT           | BMW M Hybrid V8        | 1:29,577       | 53             |
| LMGT3          | #55 Vista AF Corse           | Ferrari 296 LMGT3      | 1:40,682       | 43             |
| Sesja trzecia  |                              |                        |                |                |
| Hypercar       | #8 Toyota Gazoo Racing       | Toyota GR010 Hybrid    | 1:29,621       | 17             |
| LMGT3          | #55 Vista AF Corse           | Ferrari 296 LMGT3      | 1:41,206       | 18             |

## Kwalifikacje
Pole position w każdej kategorii oznaczone jest pogrubieniem. Najszybsze okrążenie w poszczególnych sesjach kwalifikacyjnych również oznaczone jest pogrubieniem.
| Poz.   | Klasa    | Zespół                       | Kwalifikacje | Hyperpole | Poz. s. |
| ------ | -------- | ---------------------------- | ------------ | --------- | ------- |
| 1      | Hypercar | #2 Cadillac Racing           | 1:29,090     | 1:28,901  | 1       |
| 2      | Hypercar | #8 Toyota Gazoo Racing       | 1:29,513     | 1:28,942  | 2       |
| 3      | Hypercar | #15 BMW M Team WRT           | 1:29,505     | 1:29,059  | 3       |
| 4      | Hypercar | #7 Toyota Gazoo Racing       | 1:29,423     | 1:29,065  | 4       |
| 5      | Hypercar | #6 Porsche Penske Motorsport | 1:29,256     | 1:29,152  | 5       |
| 6      | Hypercar | #35 Alpine Endurance Team    | 1:29,402     | 1:29,154  | 6       |
| 7      | Hypercar | #50 Ferrari AF Corse         | 1:29,510     | 1:29,196  | 7       |
| 8      | Hypercar | #5 Porsche Penske Motorsport | 1:29,591     | 1:29,223  | 8       |
| 9      | Hypercar | #63 Lamborghini Iron Lynx    | 1:29,721     | 1:29,582  | 9       |
| 10     | Hypercar | #99 Proton Competition       | 1:29,399     | 1:29,589  | 10      |
| 11     | Hypercar | #20 BMW M Team WRT           | 1:29,724     |           | 11      |
| 12     | Hypercar | #51 Ferrari AF Corse         | 1:29,772     | 12        |         |
| 13     | Hypercar | #83 AF Corse                 | 1:29,829     | 13        |         |
| 14     | Hypercar | #93 Peugeot TotalEnergies    | 1:29,883     | 14        |         |
| 15     | Hypercar | #36 Alpine Endurance Team    | 1:30,028     | 15        |         |
| 16     | Hypercar | #12 Hertz Team JOTA          | 1:30,072     | 16        |         |
| 17     | Hypercar | #38 Hertz Team JOTA          | 1:30,092     | 17        |         |
| 18     | Hypercar | #94 Peugeot TotalEnergies    | 1:30,157     | 18        |         |
| 19     | LMGT3    | #55 Vista AF Corse           | 1:40,932     | 1:40,893  | 19      |
| 20     | LMGT3    | #81 TF Sport                 | 1:41,110     | 1:40,975  | 20      |
| 21     | LMGT3    | #95 United Autosports        | 1:41,332     | 1:41,120  | 21      |
| 22     | LMGT3    | #85 Iron Dames               | 1:41,189     | 1:41,265  | 22      |
| 23     | LMGT3    | #59 United Autosports        | 1:41,619     | 1:41,293  | 23      |
| 24     | LMGT3    | #78 Akkodis ASP Team         | 1:41,527     | 1:41,308  | 24      |
| 25     | LMGT3    | #82 TF Sport                 | 1:41,267     | 1:41,310  | 25      |
| 26     | LMGT3    | #27 Heart Of Racing Team     | 1:41,426     | 1:41,397  | 26      |
| 27     | LMGT3    | #54 Vista AF Corse           | 1:41,483     | 1:41,608  | 27      |
| 28     | LMGT3    | #77 Proton Competition       | 1:41,440     | 1:41,719  | 28      |
| 29     | LMGT3    | #87 Akkodis ASP Team         | 1:41,850     |           | 29      |
| 30     | LMGT3    | #46 Team WRT                 | 1:41,866     | 30        |         |
| 31     | LMGT3    | #777 D'Station Racing        | 1:41,908     | 31        |         |
| 32     | LMGT3    | #92 Manthey PureRxcing       | 1:41,935     | 32        |         |
| 33     | LMGT3    | #91 Manthey EMA              | 1:41,999     | 33        |         |
| 34     | LMGT3    | #31 Team WRT                 | 1:42,013     | 34        |         |
| 35     | LMGT3    | #88 Proton Competition       | 1:42,502     | 35        |         |
| 36     | LMGT3    | #60 Iron Lynx                | 1:43,417     | 36        |         |
| Źródła |          |                              |              |           |         |

## Wyścig

### Wyniki
Minimum do bycia sklasyfikowanym (70 procent dystansu pokonanego przez zwycięzców wyścigu) wyniosło 149 okrążeń. Zwycięzcy klas są oznaczeni pogrubieniem.
| Poz.              | Klasa                        | Zespół                                                | Kierowcy                                            | Samochód                       | Opony | Okr. | Czas/Strata   |
| ----------------- | ---------------------------- | ----------------------------------------------------- | --------------------------------------------------- | ------------------------------ | ----- | ---- | ------------- |
| 1                 | Hypercar                     | #6 Porsche Penske Motorsport                          | Kévin Estre André Lotterer Laurens Vanthoor         | Porsche 963                    | M     | 213  | 6:00:32,196   |
| 2                 | Hypercar                     | #15 BMW M Team WRT                                    | Dries Vanthoor Raffaele Marciello Marco Wittmann    | BMW M Hybrid V8                | M     | 213  | +16,601       |
| 3                 | Hypercar                     | #36 Alpine Endurance Team                             | Nicolas Lapierre Mick Schumacher Matthieu Vaxivière | Alpine A424                    | M     | 213  | +42,321       |
| 4                 | Hypercar                     | #93 Peugeot TotalEnergies                             | Mikkel Jensen Nico Müller Jean-Éric Vergne          | Peugeot 9X8                    | M     | 213  | +45,846       |
| 5                 | Hypercar                     | #12 Hertz Team JOTA                                   | Will Stevens Callum Ilott Norman Nato               | Porsche 963                    | M     | 213  | +49,689       |
| 6                 | Hypercar                     | #38 Hertz Team JOTA                                   | Jenson Button Philip Hanson Oliver Rasmussen        | Porsche 963                    | M     | 213  | +51,916       |
| 7                 | Hypercar                     | #35 Alpine Endurance Team                             | Jules Gounon Ferdinand Habsburg Charles Milesi      | Alpine A424                    | M     | 213  | +54,316       |
| 8                 | Hypercar                     | #94 Peugeot TotalEnergies                             | Paul di Resta Loïc Duval Stoffel Vandoorne          | Peugeot 9X8                    | M     | 213  | +54,324       |
| 9                 | Hypercar                     | #50 Ferrari AF Corse                                  | Antonio Fuoco Miguel Molina Nicklas Nielsen         | Ferrari 499P                   | M     | 213  | +57,874       |
| 10                | Hypercar                     | #8 Toyota Gazoo Racing                                | Sébastien Buemi Brendon Hartley Ryō Hirakawa        | Toyota GR010 Hybrid            | M     | 213  | +58,879       |
| 11                | Hypercar                     | #99 Proton Competition                                | Harry Tincknell Neel Jani Julien Andlauer           | Porsche 963                    | M     | 212  | +1 okrążenie  |
| 12                | Hypercar                     | #83 AF Corse                                          | Robert Kubica Robert Szwarcman Yifei Ye             | Ferrari 499P                   | M     | 211  | +2 okrążenia  |
| 13                | LMGT3                        | #54 Vista AF Corse                                    | Thomas Flohr Francesco Castellacci Davide Rigon     | Ferrari 296 LMGT3              | G     | 194  | +19 okrążeń   |
| 14                | LMGT3                        | #92 Manthey PureRxcing                                | Alaksandr Małychin Joel Sturm Klaus Bachler         | Porsche 911 GT3 R LMGT3 (992)  | G     | 194  | +19 okrążeń   |
| 15                | LMGT3                        | #46 Team WRT                                          | Ahmad Al Harthy Valentino Rossi Maxime Martin       | BMW M4 LMGT3                   | G     | 194  | +19 okrążeń   |
| 16                | LMGT3                        | #81 TF Sport                                          | Tom van Rompuy Rui Andrade Charlie Eastwood         | Corvette Z06 LMGT3.R           | G     | 194  | +19 okrążeń   |
| 17                | LMGT3                        | #85 Iron Dames                                        | Sarah Bovy Rahel Frey Michelle Gatting              | Lamborghini Huracán LMGT3 Evo2 | G     | 194  | +19 okrążeń   |
| 18                | LMGT3                        | #55 Vista AF Corse                                    | François Hériau Simon Mann Alessio Rovera           | Ferrari 296 LMGT3              | G     | 194  | +19 okrążeń   |
| 19                | LMGT3                        | #777 D'Station Racing                                 | Clément Mateu Erwan Bastard Marco Sørensen          | Aston Martin Vantage AMR LMGT3 | G     | 194  | +19 okrążeń   |
| 20                | LMGT3                        | #59 United Autosports                                 | James Cottingham Nicolas Costa Grégoire Saucy       | McLaren 720S LMGT3 Evo         | G     | 194  | +19 okrążeń   |
| 21                | LMGT3                        | #27 Heart Of Racing Team                              | Ian James Daniel Mancinelli Alex Riberas            | Aston Martin Vantage AMR LMGT3 | G     | 194  | +19 okrążeń   |
| 22                | LMGT3                        | #31 Team WRT                                          | Darren Leung Sean Gelael Augusto Farfus             | BMW M4 LMGT3                   | G     | 194  | +19 okrążeń   |
| 23                | LMGT3                        | #78 Akkodis ASP Team                                  | Arnold Robin Clemens Schmid Kelvin van der Linde    | Lexus RC F LMGT3               | G     | 194  | +19 okrążeń   |
| 24                | LMGT3                        | #87 Akkodis ASP Team                                  | Takeshi Kimura Esteban Masson José María López      | Lexus RC F LMGT3               | G     | 194  | +19 okrążeń   |
| 25                | LMGT3                        | #60 Iron Lynx                                         | Claudio Schiavoni Matteo Cressoni Franck Perera     | Lamborghini Huracán LMGT3 Evo2 | G     | 193  | +20 okrążeń   |
| 26                | LMGT3                        | #91 Manthey EMA                                       | Yasser Shahin Morris Schuring Richard Lietz         | Porsche 911 GT3 R LMGT3 (992)  | G     | 193  | +20 okrążeń   |
| 27                | LMGT3                        | #77 Proton Competition                                | Ryan Hardwick Zacharie Robichon Benjamin Barker     | Ford Mustang LMGT3             | G     | 193  | +20 okrążeń   |
| 28                | LMGT3                        | #88 Proton Competition                                | Christian Ried Mikkel Pedersen Dennis Olsen         | Ford Mustang LMGT3             | G     | 192  | +21 okrążeń   |
| 29                | LMGT3                        | #95 United Autosports                                 | Josh Caygill Nico Pino Marino Satō                  | McLaren 720S LMGT3 Evo         | G     | 191  | +22 okrążenia |
| Niesklasyfikowani |                              |                                                       |                                                     |                                |       |      |               |
|                   | Hypercar                     | #7 Toyota Gazoo Racing                                | Mike Conway Kamui Kobayashi Nyck de Vries           | Toyota GR010 Hybrid            | M     | 163  |               |
| Nie ukończyli     |                              |                                                       |                                                     |                                |       |      |               |
|                   | Hypercar                     | #20 BMW M Team WRT                                    | Sheldon van der Linde Robin Frijns René Rast        | BMW M Hybrid V8                | M     | 202  |               |
| Hypercar          | #2 Cadillac Racing           | Earl Bamber Alex Lynn                                 | Cadillac V-Series.R                                 | M                              | 193   |      |               |
| Hypercar          | #51 Ferrari AF Corse         | Alessandro Pier Guidi James Calado Antonio Giovinazzi | Ferrari 499P                                        | M                              | 168   |      |               |
| LMGT3             | #82 TF Sport                 | Hiroshi Koizumi Sébastien Baud Daniel Juncadella      | Corvette Z06 LMGT3.R                                | G                              | 164   |      |               |
| Hypercar          | #5 Porsche Penske Motorsport | Matt Campbell Michael Christensen Frédéric Makowiecki | Porsche 963                                         | M                              | 163   |      |               |
| Hypercar          | #63 Lamborghini Iron Lynx    | Mirko Bortolotti Edoardo Mortara Daniił Kwiat         | Lamborghini SC63                                    | M                              | 146   |      |               |

1. ↑  Załoga #77 Proton Competition została ukarana za niezastosowanie się do instrukcji oficjela w alei serwisowej i otrzymała karę czasową w wysokości 60 sekund[11].
2. ↑  Białorusini i Rosjanie nie mogą startować pod flagami swoich państw zgodnie z wymogami FIA, które zostały wprowadzone po inwazji Rosji na Ukrainę[12].

### Statystyki

#### Najszybsze okrążenie
| Klasa    | Kierowca       | Zespół                    | Czas     | Okr. |
| -------- | -------------- | ------------------------- | -------- | ---- |
| Hypercar | Charles Milesi | #35 Alpine Endurance Team | 1:30,943 | 138  |
| LMGT3    | Alex Riberas   | #27 Heart Of Racing Team  | 1:40,987 | 171  |
| Źródło   |                |                           |          |      |